# Collalto (Susegana)
Collalto è una frazione del comune di Susegana, in provincia di Treviso.

## Geografia fisica

### Territorio
All'estremità nord del comune e a circa 6 km dal capoluogo, il territorio di Collalto è prevalentemente collinare e boscoso. Esso, nella sua parte più elevata, si affaccia sul Quartier del Piave, guardando sulla vasta piana di Pieve di Soligo, sui relativi colli e sulle Prealpi Bellunesi.
Attraverso la strada di Collalto-via Tombola, con una lunga passeggiata naturalistica, dal castello di Collalto si raggiungono il colle del castello di San Salvatore e Susegana.

### Fiumi
Il territorio della frazione di Collalto è attraversato da una serie di torrenti e rii:
- Rio di Soligo
- Rio Bianca
- Ruio
- Ruio della Mina
- Ruio del Mineo
- Torrente Lierza
- Fiume Soligo

## Storia
La presenza umana a Collalto è provata sin dalla preistoria e pure in seguito ebbe una certa importanza come zona di transito commerciale (presenza di ponti romani in loc. Sant'Anna; toponimo Mercatelli).
Si ipotizza che nell'alto medioevo fosse presente un insediamento longobardo, cosa testimoniata dal culto dei santi guerrieri Giorgio e Martino, tuttavia, in assenza di documentazione certa, si ritiene che solo attorno al XII secolo si formò un primo fortilizio da cui poi si sviluppò l'odierno castello. I nobili trevigiani, insediatisi nel Colle Alto, assunsero il nome di Collalto.
Con Ensedisio I, considerato il fondatore del castello di Collalto (1110, il centro divenne feudo del casato dei Collalto, con il compito di controllare i guadi del Piave. Nel 1245 i conti acquistarono anche la collina di San Salvatore in quel di Susegana e nel 1312 i diritti feudali della casata furono confermati dall'imperatore Arrigo VII.
Al castello di Collalto facevano capo le ville di Barbisano, Falzè di Piave e Sernaglia, mentre a San Salvatore spettavano Colfosco, Refrontolo, Santa Lucia e Susegana.
Con la pace raggiunta dopo l'arrivo della Serenissima, il castello perse d'importanza poiché le principali attività economico-amministrative e militari vennero svolte dalla famiglia Collalto dal Castello di San Salvatore (Susegana). 
Il convento francescano, rimase importante centro culturale dove operarono artisti quali il Pordenone e Francesco da Milano.
Con l'arrivo di Napoleone, da capoluogo di contea Collalto fu ridotta a semplice frazione di San Salvador (l'attuale Susegana), mentre il convento veniva soppresso e trasformato in filanda. Cominciò così un progressivo declino che culminò con la Grande Guerra: trovandosi proprio sul fronte del Piave, castello e paese furono quasi completamente distrutti dai colpi dell'artiglieria italiana schierata sul Montello.
Il tempo tra le due guerre vide la rinascita della frazione: nel 1927 venne costruita l'attuale chiesa, su progetto di Domenico Rupolo.
Il castello di Collalto non venne però restaurato e di esso rimane ancora eretta l'antica torre, simbolo del paese.

## Geografia antropica

### Toponomastica
Nella frazione di Collalto esistono varie zone con una propria toponomastica:

#### Costa Salera
La via Principale della Costa Salera è Via Tournichè che precedentemente era appunto chiamata Via Costa Salera fino agli anni '70. Altre vie che la interessano sono Via A. Zaccaron, e strada di Collalto nel pezzo compreso il centro del paese e la zona della tombola.

#### Sant'Anna
La zona di Sant'Anna prende il nome dell'omonimo oratorio dedicato ai santi Anna e Gioacchino, genitori della Beata Vergine Maria. molto interessante sono da visitare i Ponti Romani presenti nel sentiero che porta alla frazione di Mercatelli.

### Stradario[4]

#### Via Tournichè
parte da Via Strada di Collalto, all'altezza del Capitello di Sant'Antonio continua fino all'incrocio con Via Antonio Zaccaron e prosegue biforcandosi all'altezza del numero civico 8. Una ramo senza uscita costeggia a nord-est la casa Castegnè fino ad arrivare al Maneggio della famiglia Pansolin, mentre l'altro ramo prosegue come strada bianca privata. dopo circa un Km vi è un'altra biforcazione, un ramo va verso la "Discesa Via Tournichè 63" che poi prende il nome di Via Sottocroda e l'altra porta alla fine della strada unendosi con via Morgante II all'altezza del ristorante "Osteria Borgo Luce". 
A Collalto ci sono due vie dedicate a due caduti nella Grande Guerra "Antonio Zaccaron" e "Vittorio Rosolen"

#### Via Antonio Zaccaron
Collega via Morgante II (altezza del campo spostivo) con via Tournichè, per poi diventare una strada senza uscita.
Le abitazioni più antiche della strada si trovano all'imbocco, hai numeri civici 1-3 che sono della case coloniche dei Conti Collalto. Salendo la strada bianca si trovano delle ville degli anni 70, fino ad arrivare all'incrocio con via Tournichè, all'incrocio la via prosegue a sinistra con una strada chiusa. in questo tratto di via sono presenti le sedi di varie Associazioni culturali come la B. Margherita di Savoia O.P. e la Biblioteca Giglio Rosso

##### Antonio Zaccaron
Antonio Zaccaron, durante il primo conflitto bellico ricoprì il ruolo di Caporale e successivamente quello di Sergente Maggiore nell'8 reggimento Bersaglieri e durante gli anni passati al fronte guadagnò 2 medaglie d'argento ed una di bronzo. 
Motivazioni delle Medaglie
"comandante di un reparto Bettica, chiamato in rincalzo al battaglione fortemente impegnato nonostante la viva resistenza dell'avversario asserragliato nelle case coraggiosamente vi penetrava per scovarlo. Ferito gravemente ad una gamba non cessava dall'incitare i suoi alla lotta." Longarone 9 novembre 1917 MAVM

#### Via Vittorio Rousolen
parte dalla Strada Centro Collalto e sale fino alla Chiesa parrocchiale del centro del Castello di Collalto

## Monumenti e luoghi d'interesse

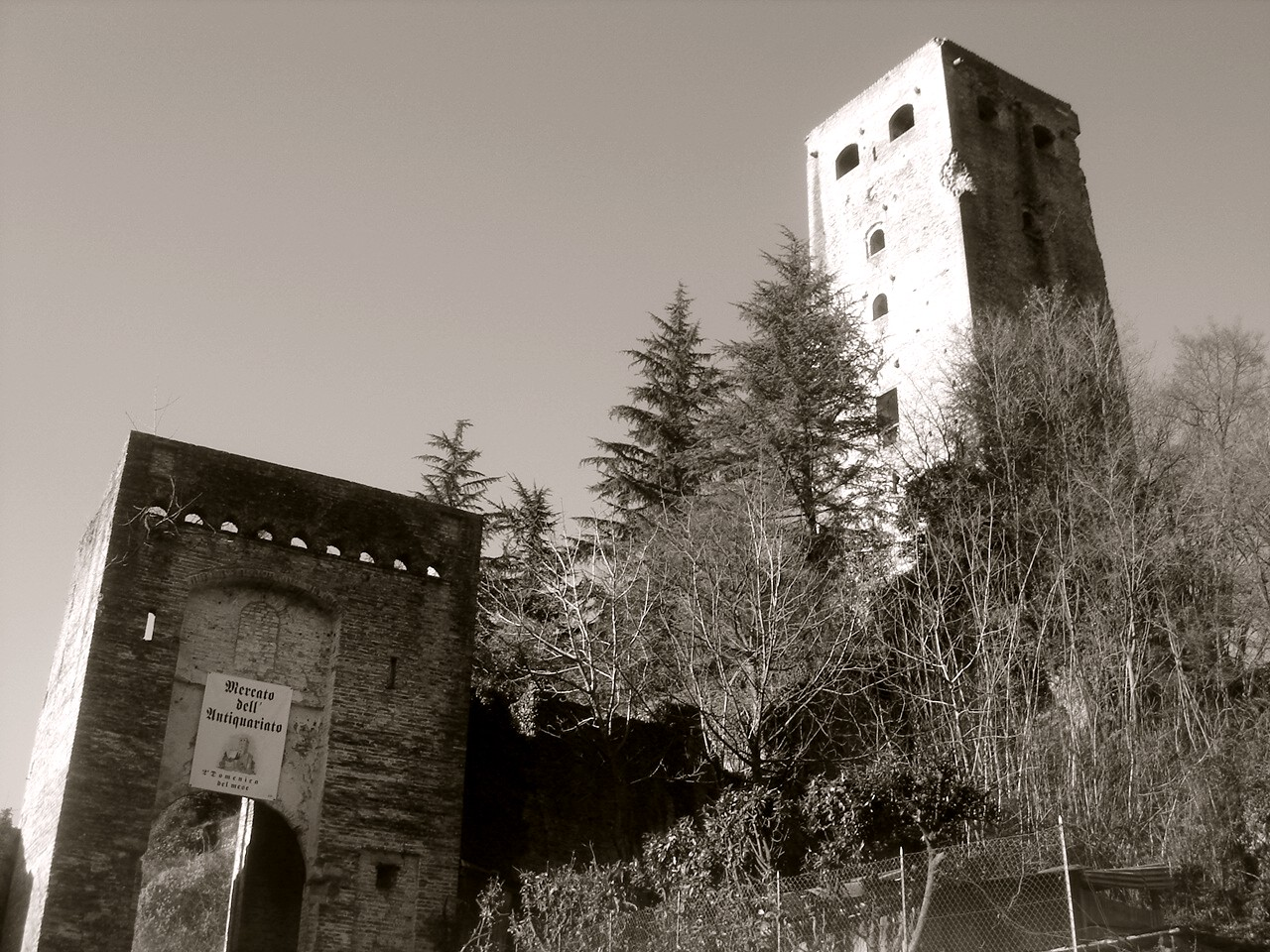
Il castello e la vecchia porta

### Il castello di Collalto
Edificato probabilmente nel XII secolo dal Conte Ensedisio I dalla famiglia dei Collalto; famiglia protagonista della storia della Marca Trevigiana. Nel maniero nacque nel 1186 da Rambaldo VI di Collalto la beata Giuliana. Agli inizi del XIV secolo il conte Rambaldo VIII di Collalto provvide ad edificare il castello di San Salvatore, residenza della sua corte, relegando il castello di Collalto a difesa militare. L'edificio subì nel tempo diverse devastazioni, soprattutto ad opera della famiglia avversa dei Da Camino. L'Ottocento ed il bombardamento durante la prima guerra mondiale segnerà definitivamente il destino della struttura, della quale rimangono visibili la torre medievale e tracce delle mura.
Il castello non poteva essere restaurato nel dopoguerra (tracce delle sue mura sopravvivono, ma per il resto Collalto rivive nel periodo tra le due guerre - nel 1927 fu aperta l'attuale chiesa parrocchiale, progettata da Domenico Rupolo - fu restaurata nel 2009.

#### Torre di Collalto
Il Mastio del castello di Collalto è una delle poche strutture difensive rimaste intatte del castello medievale assieme alle due porte d'accesso a Sud-Est e a una torre della seconda cerchia muraria che nel '800 fu trasformata in torre campanaria.
Secondo la leggenda nella torre fu murata viva Bianca di Collalto, la povera ancella della corte collatina, per la gelosia della contessa Aicha da Camino.

### Edifici Religiosi

#### La chiesa di San Giorgio

La chiesa di San Giorgio al termine della prima guerra mondiale.

Al centro dell'abitato s'innalzano i maestosi ruderi del castello costruito nel 1110 e rovinato durante la prima guerra mondiale: è ancora quasi intatto l'enorme torrione. La parrocchia si trova nel territorio che anticamente era soggetto alla giurisdizione dei conti di Collalto e di San Salvatore di Susegana. Si ritiene che la cura d'anime dipendesse all'inizio da Pieve di Soligo. Nel 1544 era curazia, in seguito, non si sa quando, venne rettoria parrocchiale e fu così denominata perché il parroco si chiamava rettore. Il vescovo Eugenio Beccegato il 29 aprile 1931 la eresse in parrocchia alla pari di tutte le altre. La chiesa di Collalto, prima ancora del '700, era unita ai Priorati dei Cavalieri di S. Giovanni o del Tempio - in seguito passò all'antica Commenda Lippomano - poi alla nobile famiglia Querini di Venezia e ultimamente al comm. Dall'Armi. Nel 1851, in sostituzione di quella vecchia, si incominciò a costruire una chiesa nuova che fu consacrata dal vescovo Manfredo Giovanni Battista Bellati nel 1857. Distrutta durante la guerra 1915-1918 fu eretta nel 1927 quella attuale su disegno dell'architetto Domenico Rupolo. Negli anni 2000 è stato deciso di restaurarla ed i lavori sono stati finiti nel dicembre del 2009.

#### Il convento di San Bernardino
L'esistenza del convento francescano a Collato è quasi sconosciuta, se ne trovano notizie presso l'archivio storico della Chiesa di Vittorio Veneto e nella pubblicazione della studiosa Federica Benedetti intitolata "La biblioteca francescana in san Michele in Isola" nella quale si spiega che dal fondo librario proveniente dal convento isolano "si sono individuati esemplari un tempo appartenuti a ben 37 conventi della Provincia: le biblioteche di cui si sono rintracciate consistenze significative sono in ordine quella di San Francesco dia, sobborgo di Vittorio Veneto, di Santa Maria delle Grazie di Conegliano, di San Bonaventura di Venezia, di San Francesco del Deserto, di Santa Maria del Gesù di Treviso, di San Giuseppe di Vicenza, di Santa Maria delle Grazie di Valdagno, di San Bernardino di Collalto e di San Girolamo d'Asolo. "

### Edifici votivi popolari

#### Capitello Sant'Antonio, Via Tournichè
All'incontro tra via Tournichè e la Strada di Collalto negli anni 70 una famiglia di contadini di Collalto, devota al Santo di Padova deciso di costruire una edicola votiva in suo onore; ogni anno, oltre ad accogliere i pellegrini ed i viandanti che passano per le vie, ospita il 13 giugno un momento di ritrovo e convivialità per l'intera comunità paesana.
Nel 2015 la statua fu oggetto di un atto vandalico ad opera di ignoti e nel mese di Settembre l'immagine del Santo fu ricollocata nel suo capitello.

#### Capitello Beata Giuliana di Collalto
Lungo Via Strada di Collalto, all'altezza delle casa colonica La Rasta, è presente un entico sacello dedicato a Santa Lucia ed alla Beata Giuliana di Collalto. Le pitture presente sono opere dell'artista di Colfosco Riccardo Cenedese. Si sono conclusi nel 2023 i lavori ad opere di ArcheSusegana per il suo restauro conservativo.

#### Bassorilievo Giovanni Paolo II
Nel piazzale a Collalto, si trova la piazzetta dedicata a Giovanni Paolo II, e lì fu edificato nel il primo monumento dedicato al pontefice polacco, la scultura fu edificata dell'Artista collaltino Pietro Stefan.

### Edicifi civili

#### Il Ponte romano
In Località Mercatelli di Colfosco sono visibili, quasi nascosti dalla vegetazione, i resti di un ponte romano che secondo molti studiosi era parte della via Claudia Augusta, la quale avrebbe collegato la pianura veneta con il Bellunese, attraversando il Passo di Praderadego o Valdobbiadene.
Invero il percorso della Claudia Augusta attraverso il Quartier del Piave non è chiaro, ma il ponte è tutt'oggi agibile a piedi. Un albero cresce ora sopra l'arcata centrale del ponte, che si è conservata miracolosamente intatta attraverso i millenni. 
Il modo più semplice per raggiungerlo è parcheggiare la macchina presso la chiesetta di S. Anna ed imboccare il sentiero lungo il Piave che conduce verso Sud. In meno di 10 minuti di passeggiata l'arcata destra del ponte apparirà magicamente sulla sinistra.

#### Villa Giglio Rosso
In località Costa Salera, all'incrocio fra le vie A. Zaccaron e Tournichè, circondata da altre villetta degli anni '70 sorge la Villa Giglio Rosso, edificata nel 1972 da Romualdo Zadra (1914-2008) e Angela Miron (1920-2002). All'interno della villa nel dicembre 2017 è stata istituita l'Associazione "Centro Culturale Beata Margherita di Savoia O.P." che ospita al suo interno la Biblioteca " Giglio Rosso". Fra le mura della villa è ospitata pure la Delegazione Provinciale di Treviso e Belluno dell'Istituto Nazionale per la Guardia d'Onore alle Reali Tombe del Pantheon.
Lo Stemma del Centro culturale è composto con un cervo al naturale passante (simbolo proprio della Beata su sfondo verde). fra le corna è presente la croce domenicana, mentre sotto la zampa rampante è posizionato lo stemma della famiglia Savoia-Acaia, cui la marchesa fu tra le ultime rappresentanti prima che la famiglia si estinse.

## Cultura

### Associazionismo
Collalto è ricco di Associazioni che rendono il paese vivo e vitale:
- Associazione Costa Solera con sede in Via A. Zaccaron, 21 (chiusa)
- Associazione Festeggiamenti di Collalto
- Biblioteca Giglio Rosso[19]
- Centro Culturale Beata Margherita di Savoia O.P.[20]
- Circolo Acli
- Collalto Corse
- Gruppo Alpini[21]
- Gruppo Sportivo Collalto
- Gruppo Teatrale di Collalto[22]
- Inter Club Collalto[23]
- Istituto Nazionale per la Guardie d'Onore alle Reali Tombe del Pantheon - Sede secondaria di Treviso e Belluno (sede primaria presso le Regie Tenute Fiorotto in Bidasio di Nervesa della Battaglia).

## Mobilità e trasporti
Nel 1913 il paese divenne sede di una fermata della tranvia Susegana-Pieve di Soligo, concessa alla Società Veneta e soppressa formalmente nel 1931. Gravemente danneggiata durante la prima guerra mondiale, la stessa venne provvisoriamente trasformata in ferrovia militare e prolungata fino a Revine Lago.